# Nullsoft
Nullsoft är ett amerikanskt datorprogram-företag som grundades år 1997 av Justin Frankel. Företaget är bl.a. känt för datorprogrammen DOSamp och Winamp som huvudsakligen används för att spela mp3-filer, samt installationssystemet Nullsoft Scriptable Install System. Sedan år 1999 ägs företaget av America Online.
Företaget har en officiell maskot med namnet Mike the Llama.